# Alto rappresentante dell'Unione per gli affari esteri e la politica di sicurezza
L'Alto rappresentante dell'Unione per gli affari esteri e la politica di sicurezza «guida la politica estera e di sicurezza comune dell'Unione europea» e l'attua «in qualità di mandatario del Consiglio dell'Unione europea». È membro ed ex officio vicepresidente della Commissione europea. Dal 1º dicembre 2024 l'incarico è affidato alla estone Kaja Kallas.
Dall'alto rappresentante dipende il Servizio europeo per l'azione esterna.

## Storia
Il ruolo fu introdotto come Alto rappresentante per la politica estera e di sicurezza comune, 
nel 1998 dal trattato di Amsterdam, che insieme al ministro degli esteri del paese che ricopre la Presidenza del Consiglio dell'Unione europea, rappresenta il consiglio dei ministri degli esteri dell'Unione. L'amministrazione di Clinton dichiarò nel maggio del 2000 che Javier Solana rappresentava la realizzazione del desiderio di Henry Kissinger di avere un numero di telefono da chiamare per parlare con l'Europa ("chi devo chiamare se cerco l'Europa?"), da qui deriva il soprannome dato a Javier Solana di Mr. Europa.
La Commissione europea aveva progettato una riforma che prevedeva, oltre al rafforzamento dell'incarico, la sua ridenominazione come "Ministro degli Esteri" dell'UE.
Il Trattato di Lisbona (entrato in vigore il 1º dicembre 2009) ha apportato significative modifiche al ruolo dell'Alto rappresentante, ivi comprese: la sua ridenominazione (da "per la politica estera e di sicurezza comune" a "per gli affari esteri e la politica di sicurezza"), la sua separazione dall'incarico di segretario generale del Consiglio europeo e l'ingresso nella Commissione come Vicepresidente.
Con l'entrata in vigore del Trattato di Lisbona, l'alto rappresentante ha assorbito anche le funzioni del Commissario europeo per le relazioni esterne.

## Poteri e responsabilità
Ai sensi degli articoli 15, 18, 26, 27, 30, 33, 36, 38, 42, 43 del Trattato sull'Unione europea come modificato dal Trattato di Lisbona, l'Alto rappresentante:
- è nominato dal Consiglio europeo con l'accordo del presidente della Commissione europea;
- partecipa ai lavori del Consiglio europeo, insieme ai capi di stato e di governo degli Stati membri, al presidente del Consiglio europeo ed a quello della Commissione;
- «guida la politica estera e di sicurezza comune dell'Unione. Contribuisce con le sue proposte all'elaborazione di detta politica e la attua in qualità di mandatario del Consiglio. Egli agisce allo stesso modo per quanto riguarda la politica di sicurezza e di difesa comune»;
- presiede il Consiglio "Affari esteri", composto dai ministri degli esteri degli Stati membri;
- vigila sulla coerenza dell'azione esterna dell'Unione
- è Vicepresidente della Commissione europea; in essa, è responsabile delle relazioni esterne e della Direzione generale per le relazioni esterne;
- «rappresenta l'Unione per le materie che rientrano nella politica estera e di sicurezza comune. Conduce, a nome dell'Unione, il dialogo politico con i terzi ed esprime la posizione dell'Unione nelle organizzazioni internazionali e in seno alle conferenze internazionali»;
- può «sottoporre al Consiglio questioni relative alla politica estera e di sicurezza comune e può presentare rispettivamente iniziative o proposte al Consiglio»;
- può proporre al Consiglio la nomina di rappresentanti speciali per problemi specifici, che agiscono sotto l'autorità dell'alto rappresentante;
- consulta il Parlamento europeo e provvede affinché le opinioni di questo siano prese in considerazione;
- può proporre al Consiglio di adottare «decisioni relative alla politica di sicurezza e di difesa comune, comprese quelle inerenti all'avvio di una missione» di peacekeeping;
- coordina gli aspetti civili e militari delle missioni di peacekeeping dell'UE.

L'Alto rappresentante è anche:
- segretario generale dell'Unione europea occidentale (disciolta nel 2011);
- presidente dell'Agenzia europea per la difesa.

## Gli alti rappresentanti
| Nº | Alto rappresentante (nascita–morte) | Alto rappresentante (nascita–morte) | Alto rappresentante (nascita–morte) | Nazione     | Partito politico | Mandato          | Mandato          | Commissione      | Note |
| Nº | Alto rappresentante (nascita–morte) | Alto rappresentante (nascita–morte) | Alto rappresentante (nascita–morte) | Nazione     | Partito politico | Inizio           | Fine             | Commissione      | Note |
| -- | ----------------------------------- | ----------------------------------- | ----------------------------------- | ----------- | ---------------- | ---------------- | ---------------- | ---------------- | ---- |
| –  |                                     |                                     | Jürgen Trumpf (1931-2023)           | Germania    | Indipendente     | 1º maggio 1999   | 18 ottobre 1999  | Marín            |      |
| 1  |                                     |                                     | Javier Solana (1942--)              | Spagna      | PES (PSOE)       | 18 ottobre 1999  | 30 novembre 2009 | Prodi            |      |
| 1  | Barroso I                           |                                     | Javier Solana (1942--)              | Spagna      | PES (PSOE)       | 18 ottobre 1999  | 30 novembre 2009 |                  |      |
| 2  |                                     |                                     | Catherine Ashton (1956--)           | Regno Unito | PES (Laburista)  | 30 novembre 2009 | 31 ottobre 2014  | Barroso II       | -    |
| 3  |                                     |                                     | Federica Mogherini (1973--)         | Italia      | PES (PD)         | 1º novembre 2014 | 30 novembre 2019 | Juncker          | -    |
| 4  |                                     |                                     | Josep Borrell (1947--)              | Spagna      | PES (PSOE)       | 1º dicembre 2019 | 1º dicembre 2024 | Von der Leyen I  | -    |
| 5  |                                     |                                     | Kaja Kallas (1977--)                | Estonia     | ALDE (ER)        | 1º dicembre 2024 | In carica        | Von der Leyen II | -    |

## Commissari europei per le relazioni esterne
Fino al 2010 parte delle funzioni oggi svolte dall'Alto rappresentante per gli affari esteri e la politica di sicurezza erano svolte da una figura differente, il Commissario europeo per le relazioni esterne, che gestiva la Direzione generale della Commissione per le relazioni esterne, ora assorbita dal Servizio europeo per l'azione esterna.